# 파리 지하철 화재
파리 지하철 화재는 1903년 8월 10일 프랑스 파리메트로 2호선 북선(ligne 2 nord, 현 2호선)에서 발생한 화재사고이다. 빈약한 방재체제와 화재발생 후의 부적절한 대처로 인해, 84명 사망이라는 참사를 빚었다. 사망자의 대다수가 크롱(Couronnes)역에서 발생한 것을 들어, 크롱 사고라는 명칭으로도 불린다.

## 사고노선의 개요
2호선 북선 중, 사고구간은 당해년 1월에 막 영업을 개시한 구간이었다. 이 구간의 대부분은 지하 선로였으나, 블루바르 발베스(Boulevard Barbès)역(현 발베스 로슈알 역)에서 르 알마뉴(Rue d'Allemagne)역(현 조레스 역)까지의 4구간은 고가 선로로 이루어져 있었으며, 제3궤조 방식의 전기철도로 운영되었다. 당시 사용된 차량(M1호대)은 금속제 차대에 목조 차체를 올린 구조였으며, 8량 운전의 경우 선두차와 최후미 차량을 동력차로 편성했다. 다만, 총괄제어 시스템이 아직 실용화되지 않았던 단계여서, 8량편성의 경우 최후부의 차량이 사용할 전력도 선두차량에서 집전되었고, 대량의 전류가 운전대 부근에서 흐르는 구조였다.

## 화재 경위
오후 6시 53분, 지하에서 고가 구간으로 올라가 블루바르 발베스 역에 도착한 나시옹행 43호 열차(8량 편성)의 선두차 (M202호차)전동기 부근에서 연기가 발생했다. 즉각 승객들을 플랫폼으로 피난시킨 뒤 집전화(集電靴, 집전 장치)를 올리자 연기가 멈추었다. 귀가 인파로 역 안이 붐비고 있었던 탓에, 메트로 직원들은 신속한 운전재개를 위해 43호 열차를 자력으로 가까운 대피선까지 이동시켰다. 이것이 첫 번째 치명적인 실수였다. 직원들은 연기의 원인이 오르막 구간에서의 과부하 때문인 것으로 판단했으나, 실은 전동기의 회로에 합선이 발생했던 것이었다.
43호 열차는 오후 7시 5분, 블루바르 발베스 역을 발차, 그러나 곧 검은 연기를 내뿜으며, 지하 구간에 들어서면서 더 이상의 운행이 불가능했다. 그리하여 지하구간 최초역인 콤바(Combat)역(현 콜로넬 파비앙 역)에 정차, 집전화를 올려 일단 불기를 잡았다. 하지만 집전화를 내리자 다시 불이 붙었고, 나중에는 집전화를 다시 올릴 수도 없게 되었다. 나무로 만들었던 집전화 조작용 부품이 타버렸기 때문이었다. 운전사는 차량 밖으로 피난했으나, 구조상 최후부의 운전대에서 운전할 수 없어, 후속열차가 뒤에서 밀고 가는 구원운전의 형식으로 43호 열차를 이동시키려 했다.
이때 뒤를 따라오던 52호 열차(4량 편성)는 43호 열차에서 내린 승객들을 블루바르 발베스 역에서 태우고, 르 알마뉴 역까지 진행하여 신호 개통을 기다리고 있었다. 승객들이 모두 하차한 상태에서, 52호 열차는 콤바 역까지 진행해 43호 열차의 뒤에 연결되었다. 7시 32분, 연결된 두 열차는 52호 열차 선두차의 전동기만을 사용하여 천천히 발차했다. 그리고 이때 연결되어 있던 43호 열차의 전동차(M202호차)는 여전히 불기를 잡지 못한 채 계속 연기를 뿜어내고 있었다.
같은 시각, 그 뒤의 후속열차인 48호 열차가 르 알마뉴 역에 도착하여 43호, 52호 열차에서 하차한 승객들을 태우고 지하구간에 들어왔다.
43호+52호 열차는 다음 역인 벨빌(Belleville) 역에 도착한다. 이 역에 있는 대피선에 43호 열차를 입선시키려는 시도가 행해졌으나, 실패로 끝났다. 결국 그대로 8역 앞인 종점 나시옹 역까지 회송운전 결정이 내려졌다. 다음 역인 크롱 역을 통과할 당시, 역장은 차량의 화재가 심해진 것을 확인한다. 정원의 3배에 달하는 승객들을 태운 48호 열차가 크롱 역에 도착했을 때는 이미 전방 터널 내부가 연기로 가득했고, 운전사는 역장과 대응책을 협의했다.
뒤늦게 위험을 인지한 직원들은 48호 열차의 운행을 중지하고 승객 전원을 지상으로 대피시키기로 했다. 하지만 승객들, 특히 전방의 43호와 52호에서 하차하여 갈아탄 승객들은 이 조치에 불만을 터뜨렸고, 운임 환불을 요구하는 등 역 구내는 혼란에 휩싸였다. 위험을 피하기 위한 귀중한 시간은 이렇게 허비되었다.
43호+52호 열차가 다음 역인 메닐몽땅(Ménilmontant) 역에 도착했을 때에는 불길이 이미 걷잡을 수 없이 심해져, 두 열차의 운전사는 운전을 포기하고 홈으로 탈출했다. 근처의 변전소가 제3궤조의 전기를 끊었으나, 이 노선은 전기적으로 복수의 사구간으로 분할된 구조가 아니어서, 다른 변전소에서 공급되는 전력은 그대로 흐르고 있었다. 결국 전류는 M202호차의 합선된 전동기에 그대로 흐르고 있었다.
오후 8시, 역의 조명용 전력을 공급하던 전선이 화재로 끊기며, 크롱 역은 암흑천지가 되었다. 동시에 메닐몽땅 역에서 발생한 연기는 터널을 타고 크롱 역까지 퍼져 왔다. 역에 있던 승객들은 암흑 속에서 연기에 휘말려, 길을 잃고 출구를 찾아 헤매다 차례로 질식해 쓰러졌다. 일부 승객은 연기가 유입된 멘르몽땅 측과 반대방향으로 대피하려 했으나, 홈의 그쪽 편에는 계단이 없었다.
최종적으로 사망자는 84명이었다. 75명은 크롱 역에서, 7명은 메닐몽땅 역에서, 2명은 터널 안에서 발견되었다. 43호+52호 열차의 차체는 차대만을 남기고 전소되었다.

## 영향
사고 발생 8일 후, 프랑스 정부는 당시 파리메트로 운영회사인 CMP(파리 도시철도 회사 - RATP의 전신)에게 다음과 같은 대책을 취하도록 명령했다.
- 즉각 시행
  - 각 노선의 구간마다 책임자를 정하여, 각종 사고에 대응한다.
  - 합선을 일으킨 회로는 즉각 전원을 차단한다.
  - 비상구에는 조명을 사용한 표시를 부착한다.
  - 소화전이 정비될 때까지 가설 소방서를 역에 설치한다.
  - 피난 통로에서 일체의 장애물을 배제한다.

- 15일 이내
  - 전기기기 재점검
  - 차내, 특히 운전석에서의 가연성 물건 철거
  - 소화전 설치
  - 예비조명용 전원 설치

- 11월 1일까지
  - 각 노선에 구간들을 전기적으로 나누는 사구간을 설치한다.
  - 역 비상구의 확충

또한 8량 편성의 열차는 전부 7량 편성으로 조정되었으며, 선두 2량을 동력차로 편성했다. 수년 후에는 총괄제어방식이 채용된 신형 차량이 투입, 화재를 일으켰던 M1호대 차량을 대체하게 된다. 이로써 운전대 부근에 대량의 전류가 흐를 가능성은 없어졌으며, 같은 유형의 화재가 발생할 가능성은 크게 감소하였다.

## 참고 문헌
- Jean Tricoire, Un Siècle de Métro en 14 Lignes: De Bienvenüe à Météor, 제 2판, La Vie du Rail, 2000年, ISBN 2-902808-87-9.
- Jean Robert, Notre Métro, La Musée des Transports Urbains (AMTUIR), 1967年.
- Brian Hardy, Paris Metro Handbook, Capital Transport Publishing, 1988年, ISBN 1-85414-104-X.

## 같이 보기
- 철도사고
- 대구 지하철 화재사고
- 킹즈크로스 화재사건
- 츠루미 사고
- 대구 상안동 가스 폭발사건